# Motor electric

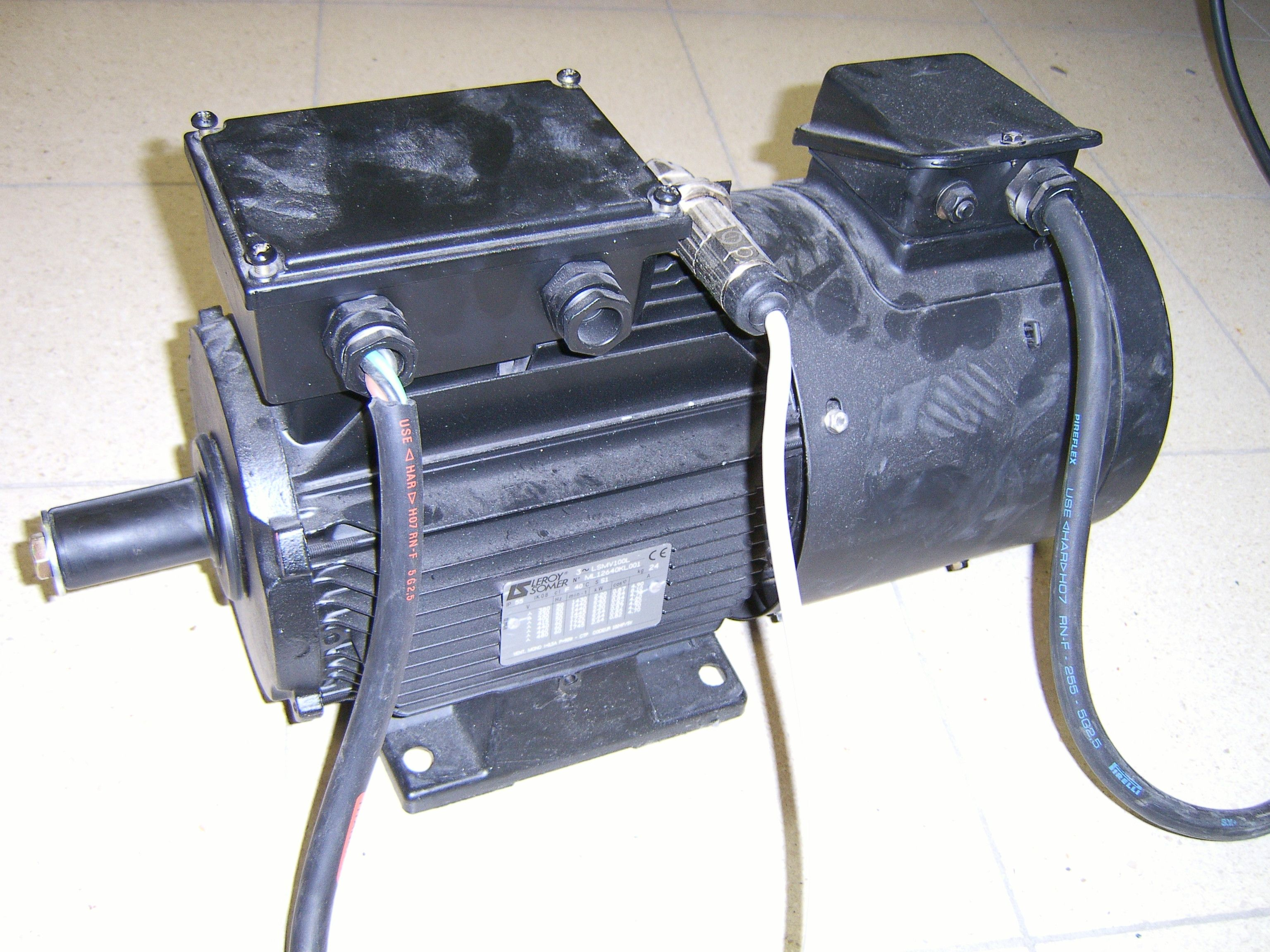
Motorul de inducție trifazat este cel mai răspândit motor electric

Un motor electric (sau electromotor) este un dispozitiv electromecanic ce transformă energia electrică în energie mecanică. Transformarea în sens invers, a energiei mecanice   în energie electrică, este realizată de un generator electric. Nu există mari diferențe de principiu  între cele două tipuri de mașini electrice, același dispozitiv putând în unele cazuri îndeplini ambele roluri în situații și scheme de conectare diferite.

## Principiul de funcționare

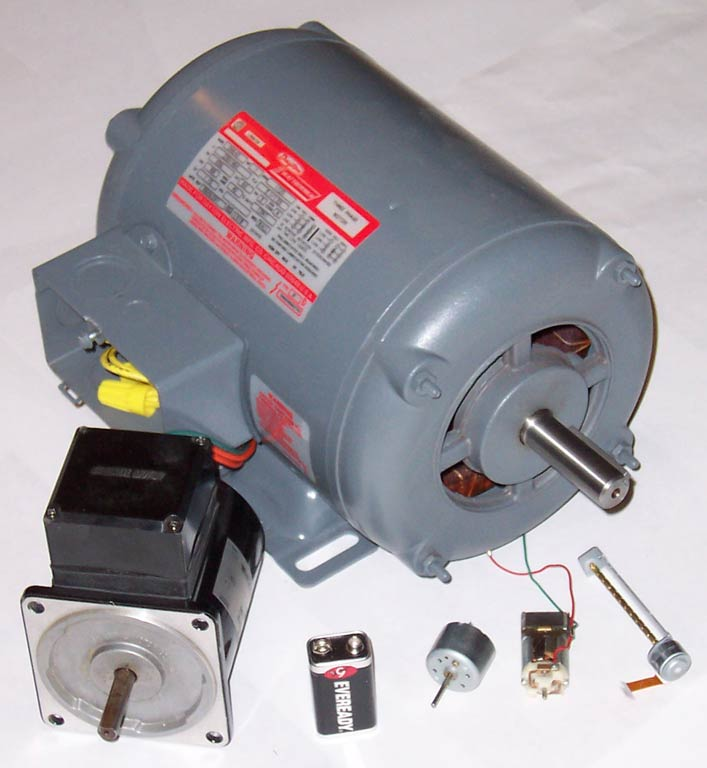
Motoare electrice de diferite puteri în comparație cu o baterie de 9 V

Majoritatea motoarelor electrice funcționează pe baza forțelor electromagnetice ce acționează asupra unui conductor parcurs de curent electric aflat în câmp magnetic. Există însă și motoare electrostatice construite pe baza forței Coulomb și motoare piezoelectrice.

## Utilizare
Principala modalitate de utilizare a motoarelor electrice o constituie acționarea electrică, prin care are loc în mod efectiv conversia energiei electrice în energie mecanică, cu sau fără controlul unor parametri electrici sau mecanici.
Fiind construite într-o gamă extinsă de puteri, motoarele electrice sunt folosite la foarte multe aplicații: de la motoare pentru dispozitive electronice (hard disc, imprimantă) până la acționări electrice de puteri foarte mari (pompe, locomotive, automobile, macarale).
Diferența dintre energia electrică consumată și cea mecanică utilă reprezintă pierderile electrice și mecanice de energie, care se transformă, în mod ireversibil, în căldură.
După numărul de motoare electrice și mașini de lucru acționate, se deosebesc:
- acționări electrice de grup, la care un grup de mașini (de exemplu mașinile-unelte dintr-un atelier) sunt acționate, prin curele sau roți dințate de un singur motor; nu se mai folosesc, fiind ineficiente;
- acționări electrice individuale, la care un singur motor acționează o singură mașină de lucru, de exemplu la un polizor electric;
- acționări electrice cu mai multe motoare, la care fiecare mecanism al mașinii de lucru are motorul său, încât se poate realiza o automatizare complexă a procesului de lucru.

Caracteristicile mecanice ale motoarelor electrice de acționare pot fi:
- rigide, la care turația variază puțin când crește sarcina motorului (de exemplu la motoarele asincrone sau de curent continuu cu excitație în derivație);
- elastice (moi), la care turația scade mult cu creșterea cuplului rezistent la arbore (de exemplu la motoarele de curent continuu cu excitație în serie);
- absolut rigide (sincrone), la care turația nu variază cu încărcarea, fiind riguros constantă dacă frecvența tensiunii de alimentare nu se modifică (la motoarele sincrone).

## Elemente componente

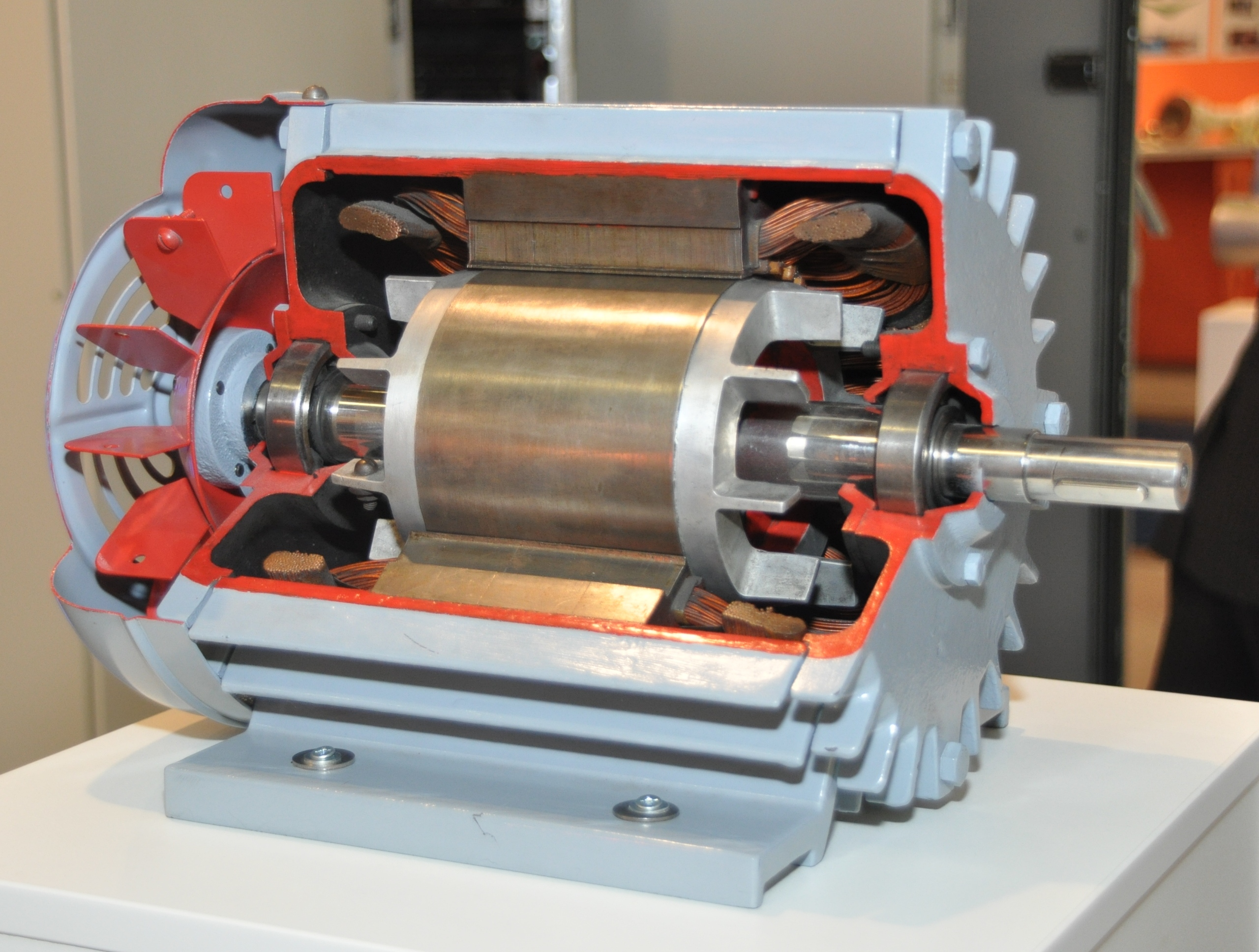
Vedere în secțiune prin stator a motorului de inducție

Indiferent de tipul motorului, acesta este construit din două părți componente: stator și rotor. Statorul este partea fixă a motorului, în general exterioară, ce include carcasa, bornele de alimentare, armătura feromagnetică statorică și înfășurarea statorică. Rotorul este partea mobilă a motorului, plasată de obicei în interior. Este format dintr-un ax și o armătură rotorică ce susține înfășurarea rotorică. Între stator și rotor există o porțiune de aer numită întrefier ce permite mișcarea rotorului față de stator. Grosimea întrefierului este un indicator important al performanțelor motorului.

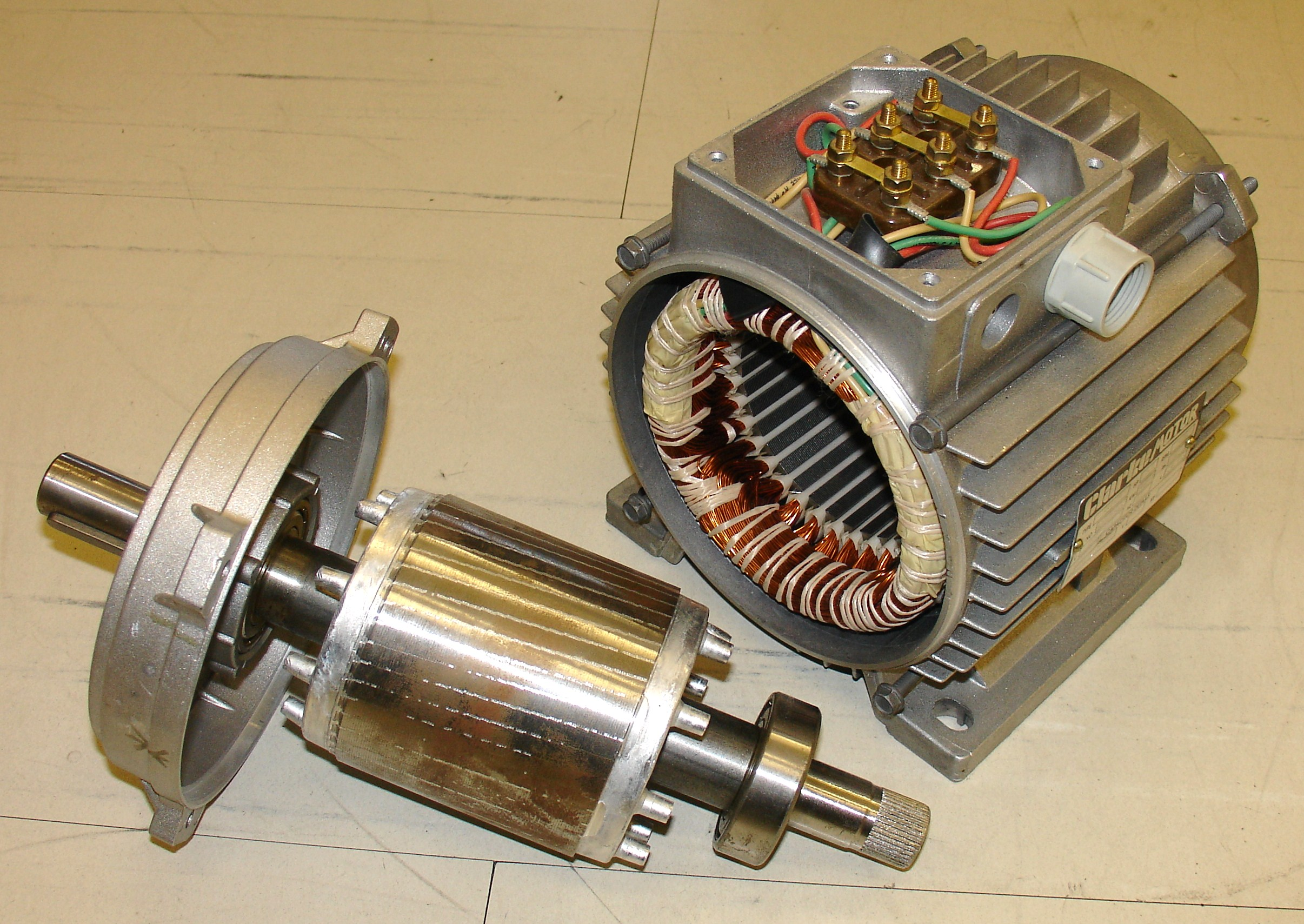
rotorul motorului electric (stânga) și statorul (dreapta)

## Clasificare
Motoarele electrice pot fi clasificate după tipul curentului electric ce le parcurge: motoare de curent continuu și motoare de curent alternativ. În funcție de numărul fazelor curentului cu care funcționează, motoarele electrice pot fi motoare monofazate sau motoare polifazate (cu mai multe faze).
Motoare de curent continuu
Funcționează pe baza unui curent ce nu-și schimbă sensul, curent continuu. 
În funcție de modul de conectare al înfășurării de excitație, motoarele de curent continuu se împart în patru categorii:
- Cu excitație derivație
- Cu excitație serie
- Cu excitație mixtă
- Cu excitație separată

Motoare de curent alternativ
- Motoare sincrone
- Motoare asincrone
  - Motoare cu inele de contact ( rotorul bobinat)
  - Motoare cu rotorul în scurtcircuit. Tipuri speciale de motoare cu rotorul în scurtcircuit:
    - Motoare cu bare înalte
    - Motoare cu dublă colivie Dolivo-Dobrovolski

## Motorul de curent continuu
Motorul de curent continuu a fost inventat în 1873 de Zénobe Gramme prin conectarea unui generator de curent continuu la un generator asemănător. Astfel, a putut observa că mașina se rotește, realizând conversia energiei electrice absorbite de la generator. Astfel el a constatat, că generatorul "inițial" era de fapt o mașină electrică reversibilă, care putea lucra ca un convertizor de energie bidirecțional.
Motorul de curent continuu are pe stator polii magnetici și bobinele polare concentrate care creează câmpul magnetic de excitație. Pe axul motorului este situat un colector ce schimbă sensul curentului prin înfășurarea rotorică astfel încât câmpul magnetic de excitație să exercite în permanență o forță față de rotor.
În funcție de modul de conectare a înfășurării de excitație motoarele de curent continuu pot fi clasificate în:
1. motor cu excitație independentă - unde înfășurarea statorică și înfășurarea rotorică sunt conectate la două surse separate de tensiune
2. motor cu excitație paralelă - unde înfășurarea statorică și înfășurarea rotorică sunt legate în paralel la aceiași sursă de tensiune
3. motor cu excitație serie - unde înfășurarea statorică și înfășurarea rotorică sunt legate în serie
4. motor cu excitație mixtă - unde înfășurarea statorică este divizată în două înfășurări, una conectată în paralel și una conectată în serie.

Înfășurarea rotorică parcursă de curent va avea una sau mai multe perechi de poli magnetici echivalenți. Rotorul se deplasează în câmpul magnetic de excitație până când polii rotorici se aliniază în dreptul polilor statorici opuși. În același moment, colectorul schimbă sensul curenților rotorici astfel încât polaritatea rotorului se inversează și rotorul va continua deplasarea până la următoarea aliniere a polilor magnetici.
Pentru acționări electrice de puteri mici și medii, sau pentru acționări ce nu necesită câmp magnetic de excitație variabil, în locul înfășurărilor statorice se folosesc magneți permanenți.
Turația motorului este proporțională cu tensiunea aplicată înfășurării rotorice și invers proporțională cu câmpul magnetic de excitație. Turația se reglează prin varierea tensiunii aplicată motorului până la valoarea nominală a tensiunii, iar turații mai mari se obțin prin slăbirea câmpului de excitație. Ambele metode vizează o tensiune variabilă ce poate fi obținută folosind un generator de curent continuu (grup Ward-Leonard), prin înserierea unor rezistoare în circuit sau cu ajutorul electronicii de putere (redresoare comandate, choppere).

Motor universal folosit la râșnițele de cafea

Cuplul dezvoltat de motor este direct proporțional cu curentul electric prin rotor și cu câmpul magnetic de excitație. Reglarea turației prin slăbire de câmp se face, așadar, cu diminuare a cuplului dezvoltat de motor. La motoarele serie același curent străbate înfășurarea de excitație și înfășurarea rotorică. Din această considerație se pot deduce două caracteristici ale motoarelor serie: pentru încărcări reduse ale motorului, cuplul acestuia depinde de pătratul curentului electric absorbit; motorul nu trebuie lăsat să funcționeze în gol pentru că în acest caz valoarea intensității curentului electric absorbit este foarte redusă și implicit câmpul de excitație este redus, ceea ce duce la ambalarea mașinii până la autodistrugere. Motoarele de curent continuu cu excitație serie se folosesc în tracțiunea electrică urbană și feroviară (tramvaie, locomotive).
Schimbarea sensului de rotație se face fie prin schimbarea polarității tensiunii de alimentare, fie prin schimbarea sensului câmpului magnetic de excitație. La motorul serie, prin schimbarea polarității tensiunii de alimentare se realizează schimbarea sensului ambelor mărimi și sensul de rotație rămâne neschimbat. Așadar, motorul serie poate fi folosit și la tensiune alternativă, unde polaritatea tensiunii se inversează o dată în decursul unei perioade. Un astfel de motor se numește motor universal și se folosește în aplicații casnice de puteri mici și viteze mari de rotație (aspirator, mixer).

## Motorul de curent alternativ
Motoarele de curent alternativ funcționează pe baza principiului câmpului magnetic învârtitor. Acest principiu a fost identificat de Nikola Tesla în 1882. În anul următor a proiectat un motor de inducție bifazat, punând bazele mașinilor electrice ce funcționează pe baza câmpului magnetic învârtitor. Ulterior, sisteme de transmisie prin curent alternativ au fost folosite la generarea și transmisia eficientă la distanță a energiei electrice, marcând cea de-a doua Revoluție industrială. Un alt punct important în istoria motorului de curent alternativ a fost inventarea de către Michael von Dolivo-Dobrowlsky în anul 1890 a rotorului în colivie de veveriță.

### Motorul asincron
Mașinile electrice asincrone sunt cele mai utilizate mașini în acționările cu mașini de curent alternativ. S-au dat mai multe definiții în ceea ce privește mașina electrică asincronă. Două dintre cele mai folosite definiții din domeniul acționărilor electrice sunt:
- O mașină asincronă este o mașină de curent alternativ pentru care viteza în sarcină și frecvența rețelei la care este legată nu sunt într-un raport constant.
- O mașină este asincronă dacă circuitului magnetic îi sunt asociate două sau mai multe circuite ce se deplasează unul în raport cu celălalt și în care energia este transferată de la partea fixă la partea mobilă sau invers prin fenomenul inducției electromagnetice.

O caracteristica a mașinilor asincrone este faptul că viteza de rotație este puțin diferită de viteza câmpului învârtitor, de unde și numele de asincrone. Ele pot funcționa în regim de generator (mai puțin răspândit) sau de motor. Cea mai largă utilizare o au ca motoare electrice (în curent trifazat), fiind preferate față de celelalte tipuri de motoare prin construcția mai simplă (deci și mai ieftină), extinderea rețelelor de alimentare trifazate și prin siguranța în exploatare.
La aceste motoare, viteza scade puțin cu sarcina; din acest motiv caracteristica lor mecanică se numește caracteristică tip derivație. Motoarele asincrone se folosesc în acționările în care se cere ca turația să nu varieze cu sarcina: mașini-unelte obișnuite, ventilatoare, unele mașini de ridicat, ascensoare, etc.

### Motorul de inducție trifazat
(sau motorul asincron trifazat) este cel mai folosit motor electric în acționările electrice de puteri medii și mari. Statorul motorului de inducție este format din armătura feromagnetică statorică pe care este plasată înfășurarea trifazată statorică necesară producerii câmpului magnetic învârtitor. Rotorul este format din armătura feromagnetică rotorică în care este plasată înfășurarea rotorică. După tipul înfășurării rotorice, rotoarele pot fi de tipul:
1. rotor în colivie de veveriță (în scurtcircuit) - înfășurarea rotorică este realizată din bare de aluminiu sau, mai rar, cupru scurtcircuitate la capete de două inele transversale.
2. rotor bobinat - capetele înfășurării trifazate plasate în rotor sunt conectate prin interiorul axului la 3 inele. Accesul la inele dinspre cutia cu borne se face prin intermediul a 3 perii.

Prin intermediul inducției electromagnetice câmpul magnetic învârtitor va induce în înfășurarea rotorică o tensiune. Această tensiune creează un curent electric prin înfășurare și asupra acestei înfășurări acționează o forță electromagnetică ce pune rotorul în mișcare în sensul câmpului magnetic învârtitor. Motorul se numește asincron pentru că turația rotorului este întotdeauna mai mică decât turația câmpului magnetic învârtitor, denumită și turație de sincronism. Dacă turația rotorului ar fi egală cu turația de sincronism atunci nu ar mai avea loc fenomenul de inducție electromagnetică, nu s-ar mai induce curenți în rotor și motorul nu ar mai dezvolta cuplu.
Turația motorului se calculează în funcție de alunecarea rotorului față de turația de sincronism, care este cunoscută, fiind determinată de sistemul trifazat de curenți.
Alunecarea este egală cu: {\displaystyle s={\frac {n_{1}-n_{2}}{n_{1}}}}, unde 
n1 este turația de sincronism și
n2 este turația rotorului.
{\displaystyle n_{1}=60\cdot {\frac {f}{p}}}, unde
f este frecvența tensiunii de alimentare și
p este numărul de perechi de poli ai înfășurării statorice.
Turația mașinii, în funcție de turația câmpului magnetic învârtitor și în funcție de alunecare este: {\displaystyle n_{2}=n_{1}\cdot (1-s)}.
Se observă că alunecarea este aproape nulă la mersul în gol (când turația motorului este aproape egală cu turația câmpului magnetic învârtitor) și este egală cu 1 la pornire, sau când rotorul este blocat. Cu cât alunecarea este mai mare cu atât curenții induși în rotor sunt mai intenși. Curentul absorbit la pornirea prin conectare directă a unui motor de inducție de putere medie sau mare poate avea o valoare comparabilă cu curentul de avarie al sistemelor de protecție, în acest caz sistemul de protecție deconectează motorul de la rețea. Limitarea curentului de pornire al motorului se face prin creșterea rezistenței înfășurării rotorice sau prin diminuarea tensiunii aplicate motorului. Creșterea rezistenței rotorului se face prin montarea unui reostat la bornele rotorului (doar pentru motoarele cu rotor bobinat). Reducerea tensiunii aplicate se face folosind un autotransformator, folosind un variator de tensiune alternativă (pornirea lină) sau conectând inițial înfășurarea statorică în conexiune stea (pornirea stea-triunghi - se folosește doar pentru motoarele destinate să funcționeze în conexiune triunghi) sau prin înserierea de rezistoare la înfășurarea statorică. La reducerea tensiunii de alimentare trebuie avut în vedere că cuplul motorului este proporțional cu pătratul tensiunii, deci pentru valori prea mici ale tensiunii de alimentare mașina nu poate porni.
Turația mașinii de inducție se modifică prin modificarea alunecării sale sau prin modificarea turației câmpului magnetic învârtitor. Alunecarea se poate modifica din tensiunea de alimentare și din rezistența înfășurării rotorice astfel: se crește rezistența rotorică (prin folosirea unui reostat la bornele rotorice - doar la motoarele cu rotor bobinat) și se variază tensiunea de alimentare (folosind autotransformatoare, variatoare de tensiune alternativă, cicloconvertoare) sau se menține tensiunea de alimentare și se variază rezistența din rotor (printr-un reostat variabil). Odată cu creșterea rezistenței rotorice cresc și pierderile din rotor și implicit scade randamentul motorului. O metodă interesantă de reglare a turației sunt cascadele de recuperare a puterii de alunecare. La bornele rotorice este conectat un redresor, iar la bornele acestuia este conectat un motor de curent continuu aflat pe același ax cu motorul de inducție (cascadă Krämmer cu recuperare puterii de alunecare pe cale mecanică). Tensiunea indusă în rotor este astfel redresată și aplicată motorului de curent continuu astfel încât cuplul dezvoltat de motorul de curent continuu se însumează cuplului dezvoltat de motorul de inducție. Reglarea turației motorului de inducție se face prin reglarea curentului prin înfășurarea de excitație. În locul motorului de curent continuu se poate folosi un invertor cu tiristoare și un transformator de adaptare (cascadă Krämmer cu recuperare puterii de alunecare pe cale electrică). Tensiunea indusă în rotor este astfel redresată și prin intermediul invertorului și a transformatorului este reintrodusă în rețea. Reglarea vitezei se face din unghiul de aprindere al tiristoarelor.
Turația câmpului magnetic învârtitor se poate modifica din frecvența tensiunii de alimentare și din numărul de perechi de poli ai mașinii. Numărul de perechi de poli se modifică folosind o înfășurare specială (înfășurarea Dahlander) și unul sau mai multe contactoare. Frecvența de alimentare se modifică folosind invertoare. Pentru frecvențe mai mici decât frecvența nominală a motorului (50 Hz pentru Europa, 60 Hz pentru America de Nord) odată cu modificarea frecvenței se modifică și tensiunea de alimentare păstrând raportul U/f constant. Pentru frecvențe mai mari decât frecvența nominală la creșterea frecvenței tensiunea de alimentare rămâne constantă și reglarea vitezei se face cu slăbire de câmp (ca la motorul de curent continuu).
Sensul de rotație al motorului de inducție se inversează schimbând sensul de rotație al câmpului învârtitor. Aceasta se realizează schimbând două faze între ele.
Motorul de inducție cu rotorul în colivie este mai ieftin și mai fiabil decât motorul de inducție cu rotorul bobinat pentru că periile acestuia se uzează și necesită întreținere. De asemenea, motorul de inducție cu rotorul în colivie nu are colector și toate dezavantajele care vin cu acesta: zgomot, scântei, poluare electromagnetică, fiabilitate redusă și implicit întreținere costisitoare. Motoarele de curent continuu au fost folosite de-a lungul timpului în acționările electrice de viteză variabilă, deoarece turația motorului se poate modifica foarte ușor modificând tensiunea de alimentare însă, odată cu dezvoltarea electronicii de putere și în special cu dezvoltarea surselor de tensiune cu frecvență variabilă, tendința este de înlocuire a motoarelor de curent continuu cu motoare de inducție cu rotor în colivie.

### Motorul de inducție monofazat
În cazul în care sistemul trifazat de tensiuni nu este accesibil, cum este în aplicațiile casnice, se poate folosi un motor de inducție monofazat. Curentul electric monofazat nu poate produce câmp magnetic învârtitor ci produce câmp magnetic pulsatoriu (fix în spațiu și variabil în timp). Câmpul magnetic pulsatoriu nu poate porni rotorul, însă dacă acesta se rotește într-un sens, atunci asupra lui va acționa un cuplu în sensul său de rotație.
Problema principală o constituie deci, obținerea unui câmp magnetic învârtitor la pornirea motorului și aceasta se realizează în mai multe moduri.
Prin atașarea pe statorul mașinii la un unghi de 90° a unei faze auxiliare înseriată cu un condensator se poate obține un sistem bifazat de curenți ce produce un câmp magnetic învârtitor. După pornirea motorului se deconectează faza auxiliară printr-un întrerupător centrifugal. Sensul de rotație al motorului se poate schimba prin mutarea condensatorului din faza auxiliară în faza principală.
În locul fazei auxiliare se poate folosi o spiră în scurtcircuit plasată pe o parte din polul statoric pentru obținerea câmpului învârtitor. Curentul electric indus în spiră se va opune schimbării fluxului magnetic din înfășurare, astfel încât amplitudinea câmpului magnetic se deplasează pe suprafața polului creând câmpul magnetic învârtitor.

### Servomotorul asincron monofazat
Servomotorul asincron monofazat este o mașină de inducție cu două înfășurări: o înfășurare de comandă și o înfășurare de excitație. Cele două înfășurări sunt așezate la un unghi de 90° una față de cealaltă pentru a crea un câmp magnetic învârtitor. Rezistența rotorului este foarte mare pentru a realiza autofrânarea motorului la anularea tensiunii de pe înfășurarea de comandă. Datorită rezistenței rotorice mari, randamentul motorului este scăzut și motorul se folosește în acționări electrice de puteri mici și foarte mici.

### Motorul sincron trifazat
Motorul sincron trifazat este o mașină electrică la care turația rotorului este egală cu turația câmpului magnetic învârtitor indiferent de încărcarea motorului. Motoarele sincrone se folosesc la acționări electrice de puteri mari și foarte mari de până la zeci de MW.
Statorul motorului sincron este asemănător cu statorul motorului de inducție (este format dintr-o armătură feromagnetică statorică și o înfășurare trifazată statorică). Rotorul motorului sincron este format dintr-o armătură feromagnetică rotorică și o înfășurare rotorică de curent continuu. Pot exista două tipuri constructive de rotoare: cu poli înecați și cu poli aparenți. Rotorul cu poli înecați are armătura feromagnetică crestată spre exterior și în crestătură este plasată înfășurarea rotorică. Acest tip de motor are uzual o pereche de poli și funcționează la turații mari (3000 rpm la 50 Hz). Rotorul cu poli aparenți are armătura feromagnetică sub forma unui butuc poligonal pe care sunt plasate miezurile polilor rotorici și bobine polare concentrate. În unele situații în locul bobinelor polare concentrate se pot folosi magneți permanenți. Motorul sincron cu poli aparenți are un număr mare de poli și funcționează la turații mai reduse. Accesul la înfășurarea rotorică se face printr-un sistem inel-perie asemănător motorului de inducție. Motoarele sincrone cu poli aparenți pot avea cuplu chiar și în lipsa curentului de excitație, motorul reactiv fiind cel ce funcționează pe baza acestui cuplu, fără înfășurare de excitație și fără magneți permanenți.
Înfășurarea rotorică (de excitație) a motorului parcursă de curent continuu creează un câmp magnetic fix față de rotor. Acest câmp „se lipește” de câmpul magnetic învârtitor statoric și rotorul se rotește sincron cu acesta. Datorită inerției, câmpul magnetic rotoric nu are timp să se lipească de câmpul magnetic învârtitor și motorul sincron nu poate porni prin conectare directă la rețea. Există trei metode principale de pornire a motoarelor sincrone:
1. pornirea în asincron - pe tălpile polare rotorice este prevăzută o colivie asemănătoare coliviei motorului de inducție și motorul pornește pe același principiu ca al motorului de inducție.
2. pornirea la frecvență variabilă - este posibilă doar atunci când este disponibilă o sursă de tensiune cu frecvență variabilă sau un convertor cu frecvență variabilă. Creșterea frecvenței se face lent, astfel încât câmpul învârtitor să aibă viteze suficient de mici la început pentru a putea permite rotorului să se „lipească” de câmpul magnetic învârtitor.
3. pornirea cu motor auxiliar - necesită un motor auxiliar ce antrenează motorul sincron conectat la rețea. Când motorul ajunge la o turație apropiată de turația de sincronism motorul auxiliar este decuplat, motorul sincron se mai accelerează puțin până ajunge la turația de sincronism și continuă să se rotească sincron cu câmpul magnetic învârtitor.

### Motorul sincron monofazat
Este realizat uzual ca motor sincron reactiv cu sau fără magneți permanenți pe rotor. Asemănător motoarelor de inducție monofazate, motoarele sincrone monofazate necesită un câmp magnetic învârtitor ce poate fi obținut fie folosind o fază auxiliară și condensator fie folosind spiră în scurtcircuit pe polii statorici. Se folosesc în general în acționări electrice de puteri mici precum sistemele de înregistrare și redare a sunetului și imaginii.

### Motorul pas cu pas

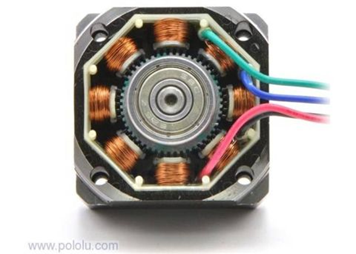
Motor pas cu pas

Motorul pas cu pas este un tip de motor sincron cu poli aparenți pe ambele armături. La apariția unui semnal de comandă pe unul din polii statorici rotorul se va deplasa până când polii săi se vor alinia în dreptul polilor opuși statorici. Rotirea acestui tip de rotor se va face practic din pol în pol, de unde și denumirea sa de motor pas cu pas. Comanda motorului se face electronic și se pot obține deplasări ale motorului bine cunoscute în funcție de programul de comandă. Motoarele pas cu pas se folosesc acolo unde este necesară precizie ridicată (hard disc, copiatoare).